# Thiếu Lâm Bắc phái
Thiếu Lâm Bắc phái là tên của các môn võ miền bắc Trung Hoa được các môn đồ Bắc Thiếu Lâm tích hợp lại và còn có một tên gọi khác là Trường quyền (chữ Hán: 長拳; bính âm: cháng quán; dịch nghĩa tiếng Anh: Long Fist),, tục gọi là Bắc quyền.
Hệ Thiếu Lâm Bắc phái xuất xứ từ ngôi chùa Bắc Thiếu Lâm ở Bàn Sơn thuộc tỉnh Hà Bắc là khu vực tiếp giáp xứ Mãn Châu và Triều Tiên ngày nay.
Tuy nhiên, lại cũng có một hệ Thiếu Lâm Bắc phái lưu hành rất nổi tiếng ở tỉnh Sơn Đông có tên gọi là Thiếu Lâm Bắc phái Sơn Đông thường nhập nhằng với khái niệm Bắc Thiếu Lâm hay Thiếu Lâm Bắc phái vốn xuất xứ từ Bàn Sơn tỉnh Hà Bắc lan truyền khắp vùng Hoa Bắc, Sơn Đông đã nêu trên khiến người đời sau thường nghĩ Thiếu Lâm Bắc phái Sơn Đông là Bắc Thiếu Lâm, mà thật ra môn phái Thiếu Lâm Bắc phái Sơn Đông là chỉ một lưu phái của Bắc Thiếu Lâm.